# アニッタ (歌手)
ラリッサ・デ・マセード・マシャード（ポルトガル語: Larissa de Macedo Machado、1993年3月30日 - ）は、プロフェッショナルにはアニッタ（Anitta）として知られる、ブラジル・リオデジャネイロ出身のシンガーソングライターで、テレビ司会者、女優です。

## 来歴
彼女は７歳の時、リオデジャネイロのホノリオ・グルジェル地区にあるカトリック教会の合唱団で歌い始めました。同じ頃に彼女は社交ダンスのレッスンも受け、ダンスの先生としても教える機会を得ました。現在でも彼女は自身のショーとミュージックビデオでダンサーとしての能力を活かしていますが、社交ダンスからハイヒールダンスのスティレットに転向し、彼女の楽曲「Bang」はジャストダンス2017のゲームにも収録されています。16歳の時、彼女は専門学校で経営学を学び、鉱業会社ヴァーレでのインターンシップに選ばれました。歌手によれば、彼女は経営学の授業で受けたマーケティングの授業が今でも役立っており、彼女自身が自身のマーケティングを計画・実行しているため、「マーケティングのケース」と呼ばれると褒められていると感じています。
2010年、YouTubeに動画を投稿した後、独立レコード会社「Furacão 2000」の当時のプロデューサーであるRenato Azevedoは彼女をレーベルと契約するように呼びました。2012年に「Meiga e Abusada」という曲の成功を受けて、翌年にはワーナー・ミュージック・ブラジルと契約しました。「Show das Poderosas」という曲で、ブラジルのBillboard BrazilのシングルチャートHot 100 Airplayで2位を獲得しました。彼女の最初のセルフタイトルのスタジオアルバムは、同じ年の7月にリリースされ、ラテン・グラミー賞にノミネートされました。
「Ritmo Perfeito」という彼女のセカンド・スタジオ・アルバムは、2014年6月4日にリリースされました。同じ日には初のライブアルバム「Meu Lugar」もリリースされ、iTunes Brasilで初登場1位となり、1週間トップに留まりました。2015年には、彼女の3枚目のアルバムである「Bang!」をリリースしました。このアルバムはプラチナディスクに認定され、4つのシングルを生み出しました。2013年、アニッタはiTunes Brasilで最も長くトップにいた歌手として、同社によって「最優秀アーティスト」として選ばれました。また、アーティストはAPCAによって音楽部門の「最優秀新人賞」に選ばれました。2015年、彼女はMTV EMA Worldwide Act Latin America賞を受賞し、この賞を受賞した最初のブラジルのアーティストとなりました 。2020年、カーディ・BとMike Towersとのコラボレーション曲「Me Gusta」を発表しました。これは彼女の5枚目のスタジオアルバム「Versions of Me」の最初のシングルです。2022年3月、アニッタはデジタル音楽プラットフォームSpotifyのグローバルランキングで初めてラテンアメリカの女性として1位を獲得しました。同年、彼女はブラジル人アーティストとして初めてエムティービー・ビデオ・ミュージック・アワードとアメリカン・ミュージック・アワードを受賞しました。彼女の楽曲は世界中で多くのセールス認定を受け、様々な受賞やノミネーションを受け、勝利を収めています。また、アニッタは2023年のグラミー賞で初めて新人アーティスト部門にノミネートされ、同年にギネス世界記録に2つの記録を残し、フォーブス誌の2023年版「30アンダー30」リストにも選ばれました。